# AS Stade Mandji
Association Sportive Stade Mandji w skrócie AS Stade Mandji – gaboński klub piłkarski grający w pierwszej lidze gabońskiej, mający siedzibę w mieście Port-Gentil.

## Sukcesy
- I liga[1]
  - mistrzostwo (2): 2009, 2022.

- Puchar Gabonu[2]:
  - zwycięstwo (2): 1978, 1979.

## Występy w afrykańskich pucharach
| Sezon     | Rozgrywki     | Runda   | Kraj         | Klub           | Dom | Wyjazd | Dwumecz |
| --------- | ------------- | ------- | ------------ | -------------- | --- | ------ | ------- |
| 2010      | Liga Mistrzów | wstępna | Burkina Faso | ASFA Yennenga  | 0–2 | 1–4    | 1–6     |
| 2022/2023 | Liga Mistrzów | 1       | Nigeria      | Plateau United | 2–2 | 0–1    | 2–3     |

## Stadion
Domowe mecze klub rozgrywa na stadionie o nazwie Stade Pierre Claver Divounguy w Port-Gentil, który może pomieścić 3932 widzów.